# Gips VIII
Gips VIII – jedna z kilku skał grupy Gips na wzgórzu Łężec na Wyżynie Częstochowskiej. Skały te znajduje się na północnych stokach wschodniej części wzgórza, w obrębie miejscowości Morsko w województwie śląskim, w powiecie zawierciańskim w gminie Włodowice i zaliczane są do grupy Skał Morskich.
Skały Gipsu tworzą dość nieregularnie rozrzucony po lesie pas skał o długości około 300 m. Dopiero od 1994 roku stały się obiektem wspinaczki skalnej i rejon ten nie jest jeszcze całkowicie przez wspinaczy wyeksploatowany, nadal istnieje możliwość tworzenia nowych dróg. Skały znajdują się poza szlakami turystycznymi i są dość rzadko odwiedzane przez wspinaczy, co zapewnia wspinaczkę w ciszy oraz w cieniu. Skała Gips VIII znajduje się na zachodnim krańcu grupy Gipsu, dalej na zachód od niej jest tylko Biwakowa. Gips VIII zbudowany jest z twardych wapieni skalistych, ma ściany połogie, pionowe lub przewieszone, o wysokości do 10 m z filarami, rysami i zacięciami. Na północno-zachodniej ścianie Gipsu VIII poprowadzono 5 dróg wspinaczkowych o trudności od V+ do VI.3 w skali polskiej. Cztery z nich mają zamontowane stałe punkty asekuracyjne: ringi (r) i stanowiska asekuracyjne (st), droga nr 5 ma tylko częściową asekurację.

## Drogi wspinaczkowe
1. Dominator VI.3, 10 m (4r+st),
2. Uścisk prezesa VI.3, 10 m (5r+st),
3. Szelest listowia VI.2, 10 m (4r+st),
4. Psotmistrz VI.1+, 8 m (4r+ring zjazdowy),

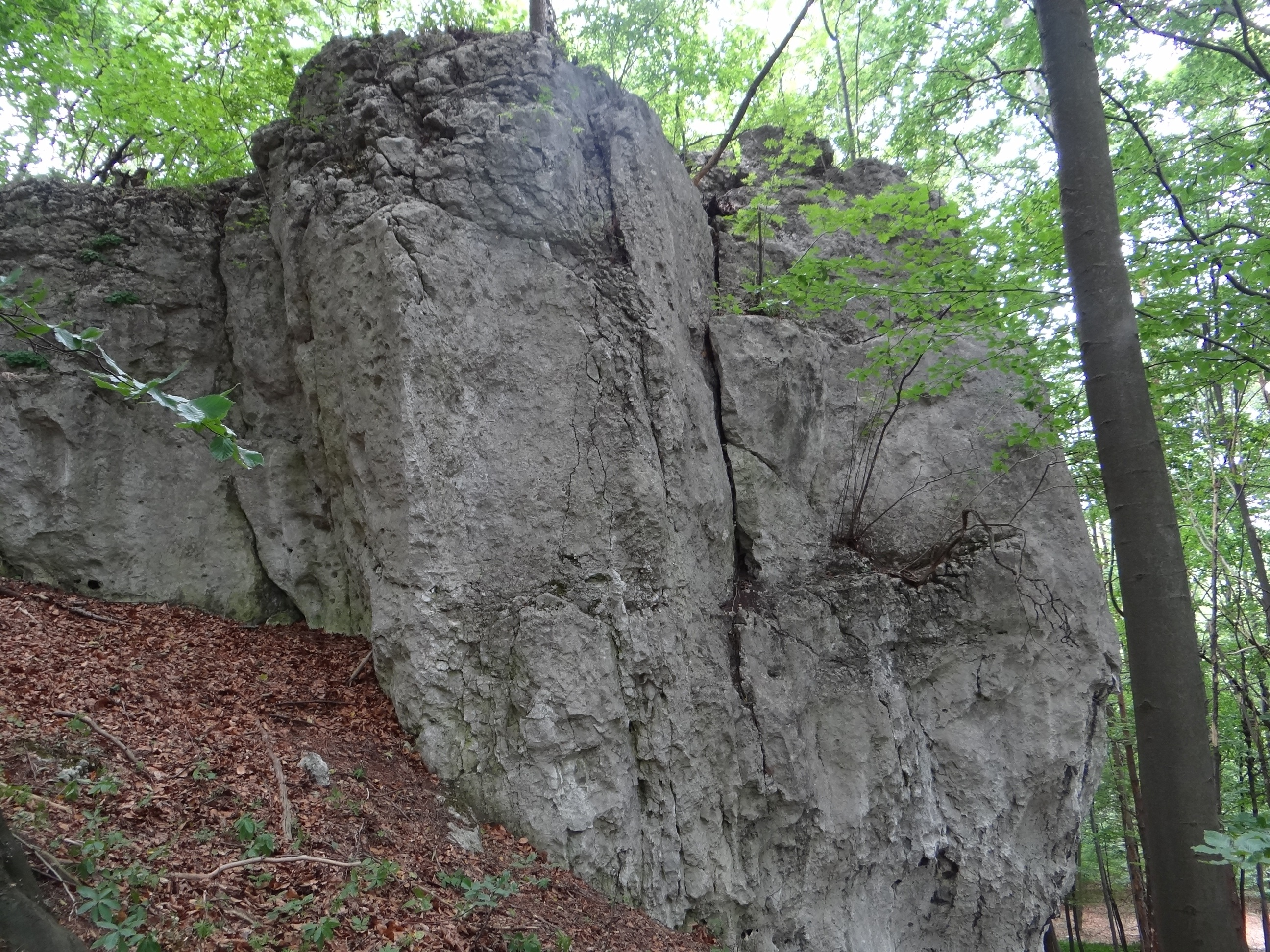
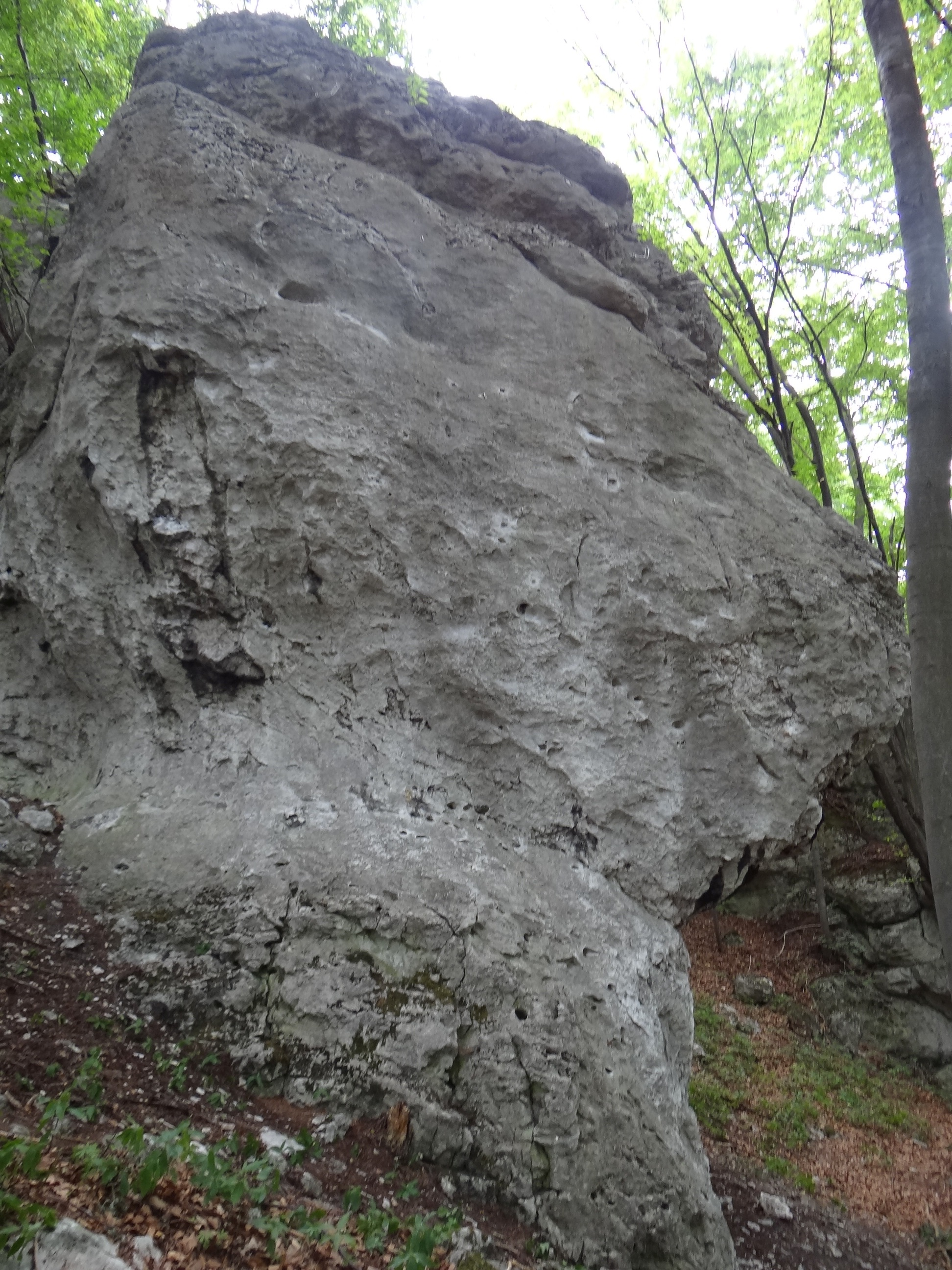
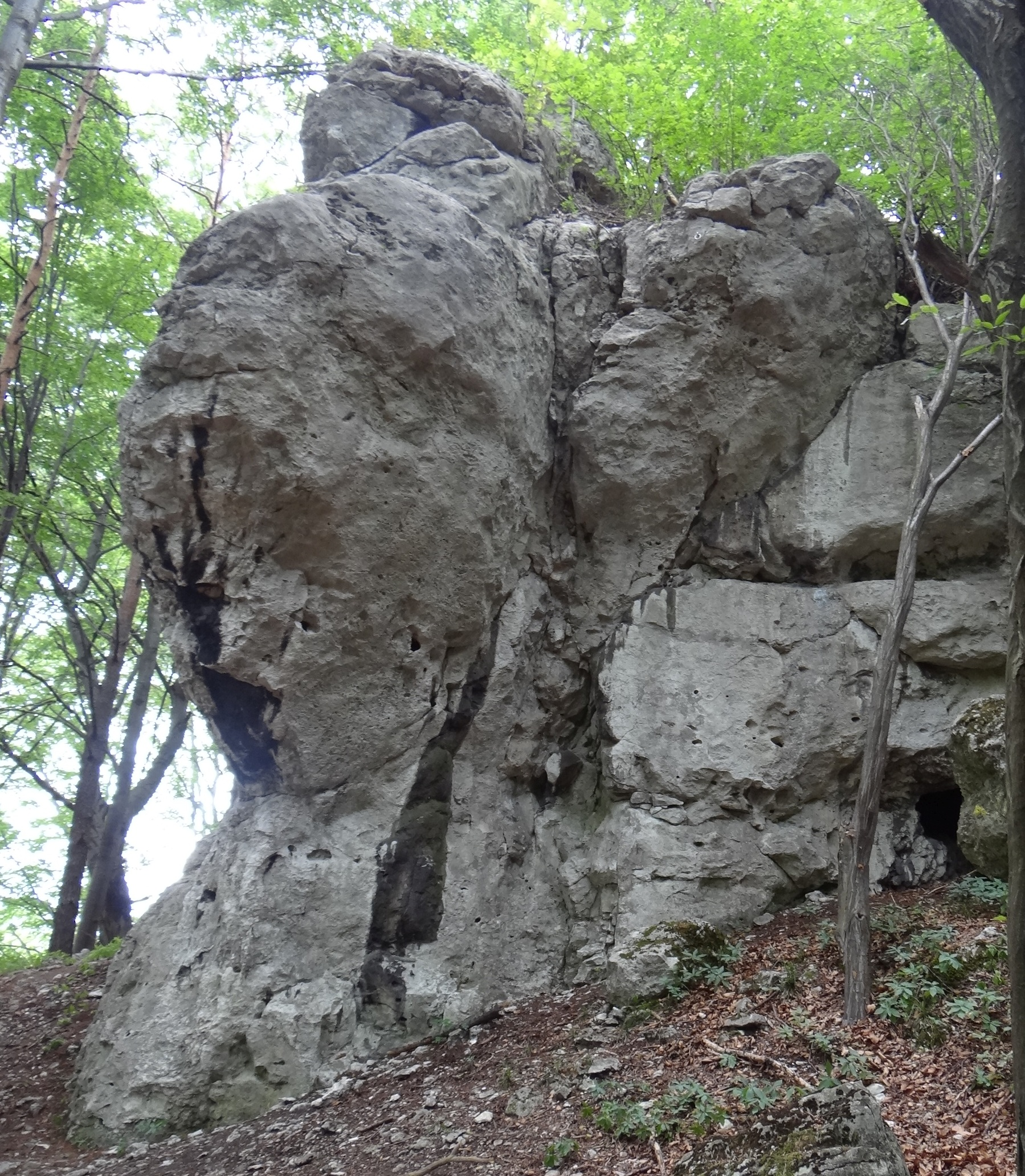
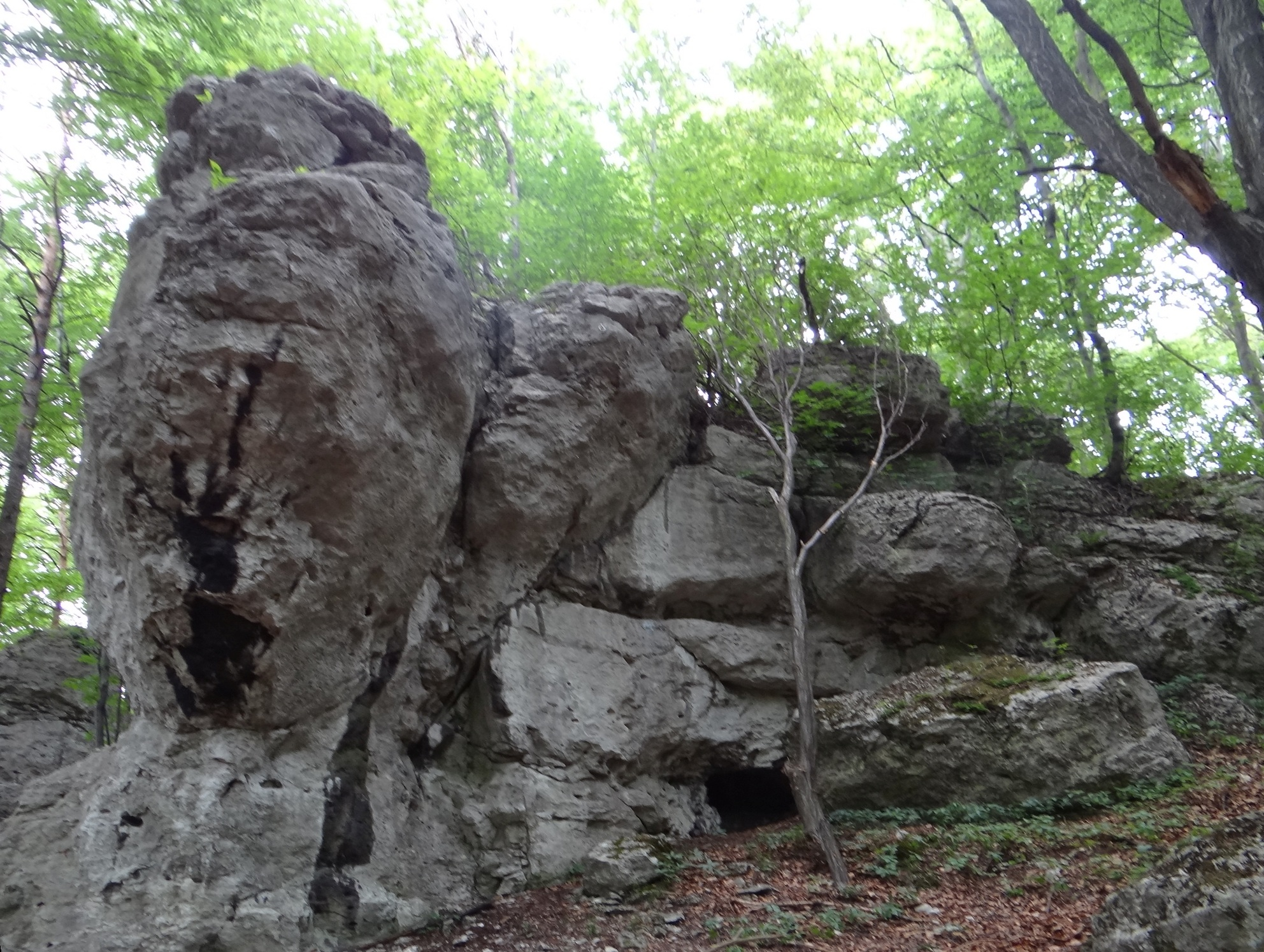
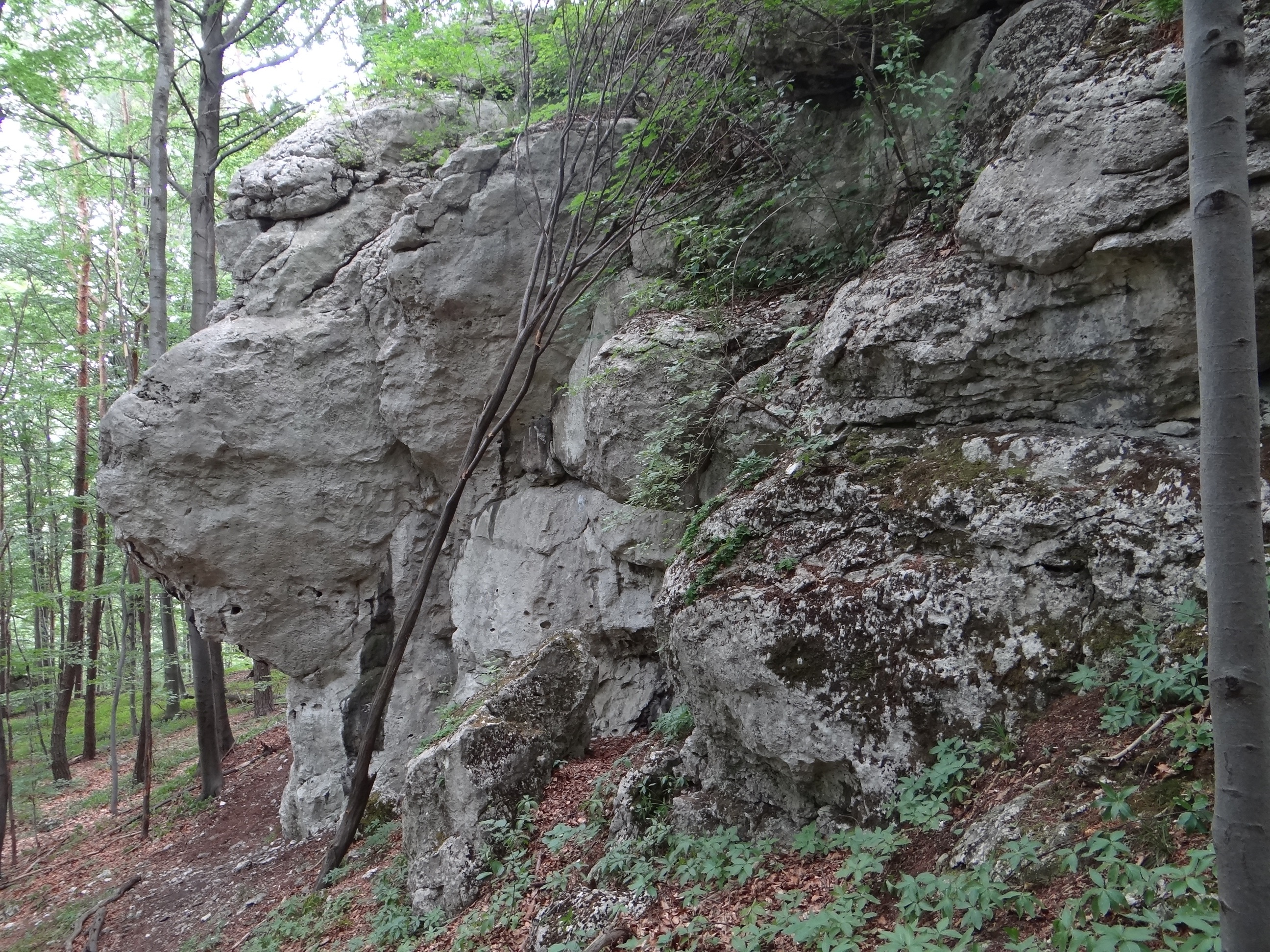
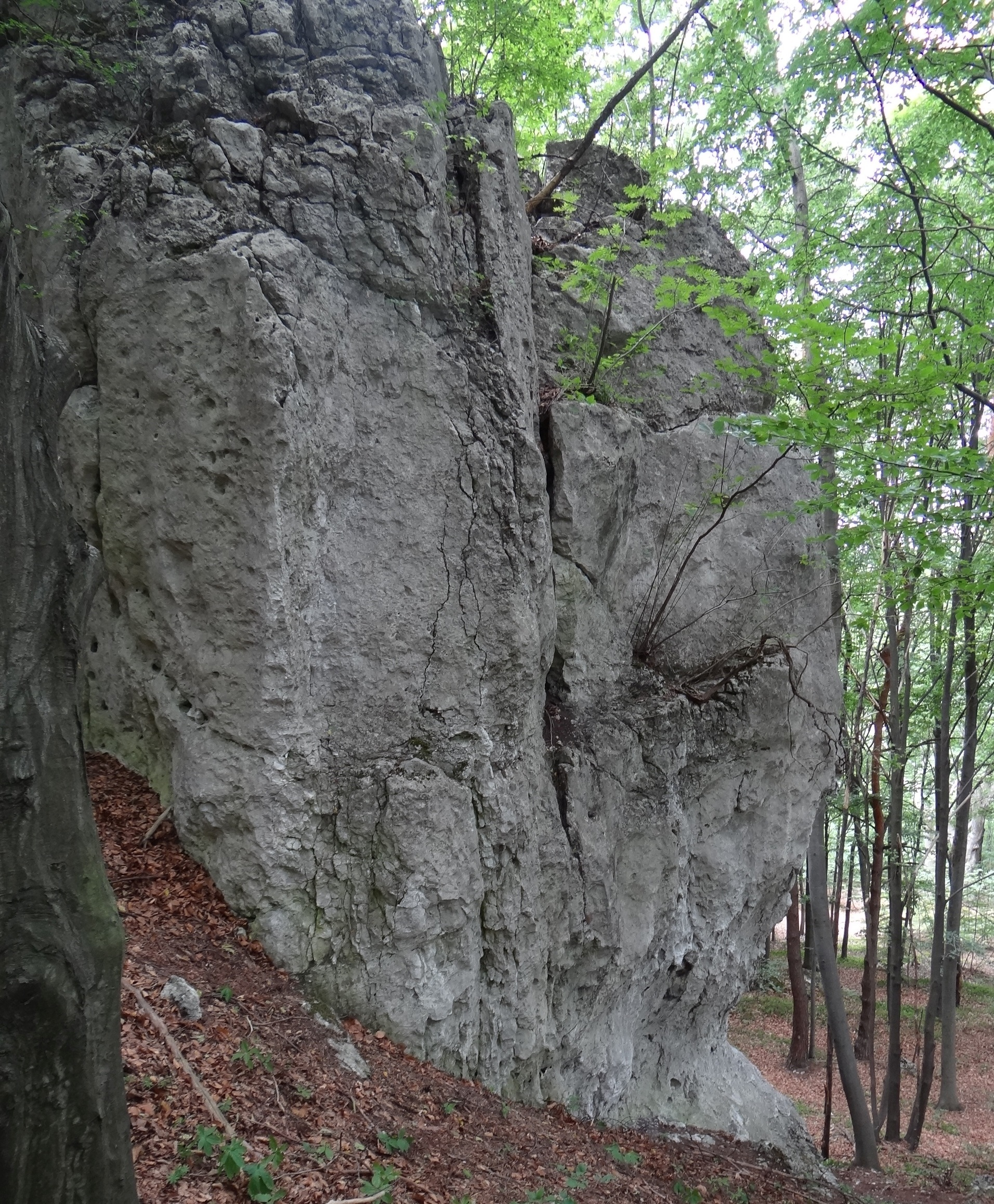

5. Bez nazwy V+, 8 m (1r)[5].